# 桜浩之助
桜 浩之助（さくら こうのすけ、1984年3月25日-）は、日本の男性舞台・映像俳優
劇団KⅢ所属。宮城県出身。身長168cm、体重68kg。
本名は山田浩太。

## 概要
趣味は絵画、武道研究、映画鑑賞、飲み歩き。特技は殺陣、剣道。
地元の児童劇団で6歳から演劇を始め16歳頃、株式会社サンミュージックブレーンに所属。退所後大衆演劇などを経験し自身の劇団、K Ⅲ（ケースリー）を設立。
俳優の他、演出、脚本、殺陣師、演技講師など幅広く活動している。

## 主な出演作品

### テレビドラマ
- おかみさんドスコイ!!(2002年4月1日-5月24日MBS制作、TBS系列)レギュラー　山田拳役
- 天までとどけ5 TBS　田所役
- 水戸黄門～36部～ TBS　末松役
- 医療少年院物語 TBS
- 恋のから騒ぎドラマスペシャル4 NTV「声が震える女」
- 日本の歴史 CX　本因坊算砂役
- レガッタ〜君といた永遠〜 EX　レギュラー　山口浩太役
- 私海 CX
- 積木崩し～あの家族、その後の悲劇～ CX  ・・・他

### 映画
- バトルロワイアル2　深作欣二監督　志村鉄也役
- ナイン・ソウルズ　豊田利晃監督
- 青の炎　蜷川幸雄監督
- ドリームパーソナリティ　岩田雄介監督

### 舞台
- 劇団KⅢ
「桜花風龍伝」@中野ポケット　主演
「罪忍」@大塚萬劇場　主演
「八重咲ク」@日暮里d倉庫
「桜花風龍伝（再演）」@シアターグリーンBoxInBox　主演
「流転の灯」@大塚萬劇場　主演
- 演劇集団フリーカフェ。
「君がくれたもの。」@相鉄本多劇場
「想いの果てに」@荻窪メガバックスシアター
- 劇団笑主義
「アゲイン～死球を越えて～」@下落合TACCS1179　主演
- サンミュージック公演
「モーメント」@築地本願寺ブティストホール　主演
- 劇集団デルソーレ
「忍界大戦」@築地本願寺ブティストホール
「大和」@築地本願寺ブティストホール
- 7millions
「ツチヲマワセヨ」@高田馬場ラビネスト　主演
- 演劇人特別公演
「山茶花」@日暮里d倉庫　主演
- SPECIAL EFFECTS Featuring 座◎葉隠
「幻法大阪城」@シアターグリーンBIGTREEtheater　主演
- 座◎葉隠
「神威」@シアターグリーンBIGTREEtheater　主演
- カガミ想馬プロデュース ヒーロー青春活劇ミュージカル
「イリクラ2018」@シアターグリーンBIGTREEtheater
- 劇団FREE SIZE
「shuffle!6」@日暮里d倉庫
「巌流島で待ってるね。」@日暮里d倉庫　主演
「この作品はフィクションであり登場する人物は一切関係ありません」@日暮里d倉庫
「ミュージカル　野郎ども島が見えたぞ!」@日暮里d倉庫
- 悪い奴等
「須賀半蔵の悪ふざけ」@阿佐ヶ谷アートスペースプロット　主演
- お遊びゆにっと【タスイチ】改め【カラマル】
「ウソの歴史のツクリカタ」

### テレビCM
- マクドナルド～テリヤキフィレオ編～
- （2007年 - ミツカン金の粒～野球部員編～
- ファンタ～ドラゴン先生編～
- 一眼レフ～K-S1編～
- 日清カップヌードル